# Rosalynn Carter
Eleanor Rosalynn Smith Carter (Plains, 18 de agosto de 1927 – Plains, 19 de novembro de 2023) foi uma escritora e ativista americana. Casada por 77 anos com o ex-presidente Jimmy Carter, foi a Primeira-dama dos Estados Unidos entre 1977 e 1981.
Rosalynn nasceu e foi criada em Plains, Geórgia, se formou como salutadora da Plains High School e logo depois frequentou a Georgia Southwestern College, se graduando em 1946. Segundo a própria Rosalynn, ela ficou atraída pelo marido Jimmy depois de ver uma foto dele em seu uniforme de Annapolis e eles se casaram em 1946. Rosalynn ajudou o companheiro a vencer as eleições para governador da Geórgia em 1970 e decidiu focar sua atenção na área de saúde mental quando era a primeira-dama daquele estado. Ela fez campanha para o marido durante sua candidatura bem-sucedida para se tornar presidente dos Estados Unidos na eleição de 1976, derrotando o presidente incumbente Gerald Ford.
Rosalynn Carter foi politicamente ativa durante a presidência do marido, embora tenha declarado que não tinha intenção de ser uma primeira-dama tradicional. Durante seu mandato, Carter apoiou as políticas públicas do marido, bem como sua vida social e pessoal. Para se manter totalmente informada, ela participou nas reuniões do Gabinete a convite do Presidente. Carter também representou o marido em reuniões com líderes nacionais e estrangeiros, inclusive como enviado à América Latina em 1977. Ele considerou-a uma parceira igual. Ela fez campanha para sua candidatura à reeleição nas eleições presidenciais de 1980, mas ele acabou perdendo para o republicano Ronald Reagan.
Após deixar a Casa Branca em 1981, Rosalynn continuou a defender a saúde mental e outras causas, além de ter escrito vários livros. Ela e o marido contribuíram para a expansão da organização habitacional sem fins lucrativos Habitat para a Humanidade. Ela foi a segunda primeira-dama que viveu mais tempo depois de Bess Truman e foi ainda a primeira-dama casada há mais tempo. Ela e o marido receberam a Medalha Presidencial da Liberdade em 1999. Ela morreu em 19 de novembro de 2023, dois dias depois de ter sido anunciado que ela havia entrado em cuidados paliativos.

## Livros
Rosalynn Carter escreveu cinco livros:
- First Lady from Plains (autobiografia), 1984, ISBN 1-55728-355-9
- Everything to Gain: Making the Most of the Rest of Your Life (com Jimmy Carter), 1987, ISBN 1-55728-388-5
- Helping Yourself Help Others: A Book for Caregivers (com Susan K. Golant), 1994, ISBN 0-8129-2591-2
- Helping Someone with Mental Illness: A Compassionate Guide for Family, Friends, and Caregivers (com Susan K. Golant), 1998, ISBN 0-8129-2898-9
- Within Our Reach:  Ending the Mental Health Crisis (com Susan K. Golant e Kathryn E. Cade), 2010, ISBN 978-1-59486-881-8